# Ștefan Niculescu (locotenent-colonel)
Ștefan Niculescu (n. 22 septembrie 1908, Călărași – d. 22 martie 1989, Fieni) a fost un militar român din structura Marelui Stat Major al Armatei Române în cel de-Al Doilea Război Mondial, care s-a remarcat în timpul Loviturii de stat de la 23 august 1944.
Lt.-col. Ștefan Niculescu a luat parte la activitățile din seara zilei de 23 august 1944 legate de constituirea guvernului Sănătescu, de întocmirea primelor decrete regale și de imprimare și difuzare a proclamației regelui Mihai I al României. A fost delegat pe 24 august 1944 la cabinetul președintelui Consiliului de Miniștri în calitate de director de cabinet.
În dimineața zilei de 24 august 1944 a plecat de la Palatul Regal din București spre Turcia pentru a-i însoți pe agenții britanici A. G. de Chastelain și Ivor Porter cu scopul de a face cunoscută ieșirea României din război.